# مارینفلده
مارینفلده (به آلمانی: Berlin-Marienfelde) یک منطقهٔ مسکونی در آلمان است که در Tempelhof-Schöneberg واقع شده‌است. مارینفلده ۳۰٬۱۵۱ نفر جمعیت دارد.